# Operação Wasserkante

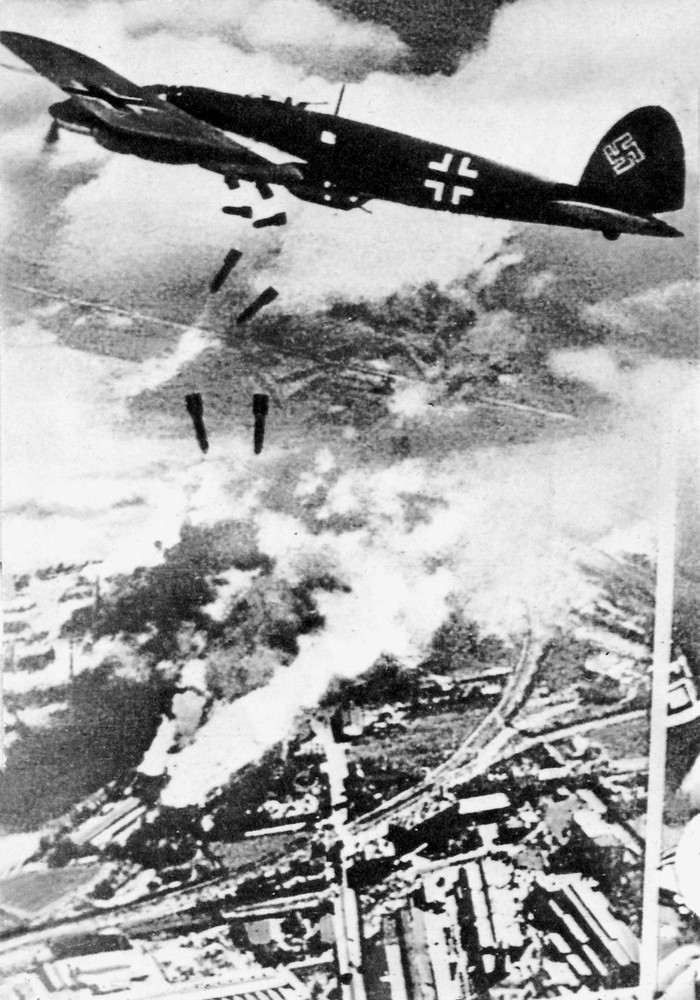
Bombardeiro alemão Heinkel He 111, Varsóvia 1939.

A Operação Wasserkante foi o nome de código de uma operação militar da Luftwaffe que resultou no bombardeamento da cidade de Varsóvia, capital da Polónia. Esta operação foi realizada durante o Cerco de Varsóvia, na Invasão da Polónia, e foi o elemento conclusivo do esforço de guerra alemão contra a cidade. Esta operação militar foi levada a cabo no dia 25 de Setembro, com os alemães a realizarem cerca de 1150 ataques de bombardeamento contra a cidade, num esforço para aterrorizar os defensores e obrigá-los a renderem-se. Mais de 500 toneladas de bombas explosivas e 72 toneladas de bombas incendiárias foram despejadas na cidade. No dia 27, a cidade rendeu-de.

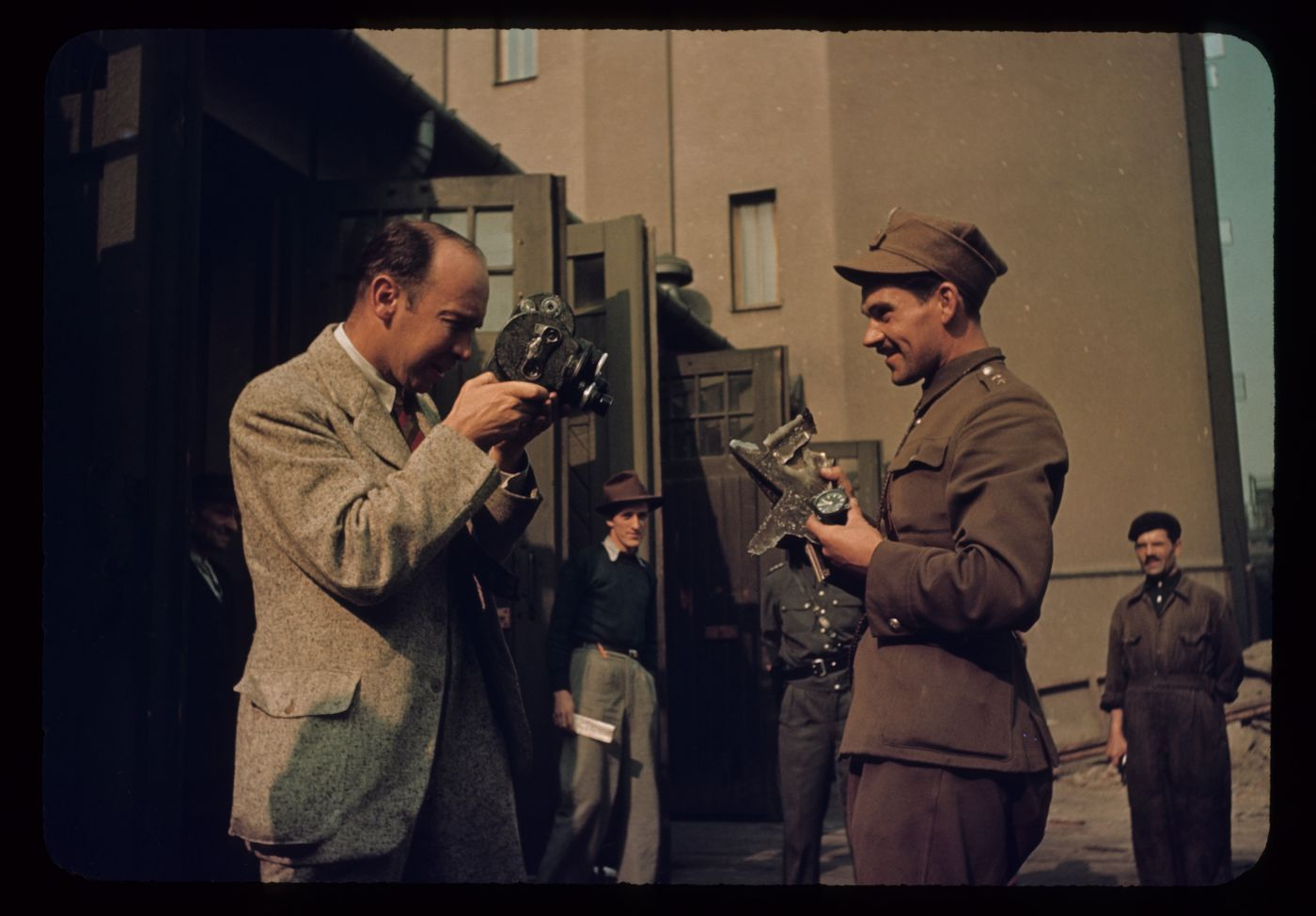
Soldado do exército polonês que mantinha a última parte restante do bombardeiro alemão Heinkel He 111 destruído sobre Varsóvia 1939.

Em 1939, a Luftwaffe abriu fogo  à Polónia com a operação Wasserkante, um ataque aéreo a Varsóvia a 1 de setembro de 1939. Este ataque de quatro grupos de bombardeiros teve uma eficácia limitada devido à cobertura de nuvens baixas e forte resistência polaca pelos aviões de caça PZL P.11 da Pursuit Brigade, que derrubaram 16 aviões nazis. No entanto, pesadas perdas em aviões de combate polacos fizeram com que, em 6 de setembro, a defesa aérea de Varsóvia estivesse nas mãos dos canhões antiaéreos de 40 e 75 mm do Comando de Defesa de Varsóvia.
Quando o exército alemão se aproximou de Varsóvia em 8 de setembro de 1939, 140 Junkers Ju 87 Stukas atacaram a margem leste do rio Vístula e outros bombardeiros bombardearam as posições do Exército Polaco nos subúrbios ocidentais. Em 13 de setembro, os bombardeiros da Luftwaffe causaram vastos incêndios.
Finalmente, a partir das 08:00 de 25 de setembro, bombardeiros da Luftwaffe sob o comando do Major Wolfram Freiherr von Richthofen realizaram o maior ataque aéreo já visto na época, lançando 560 toneladas de bombas altamente explosivas e 72 toneladas de bombas incendiárias em coordenação. com bombardeios de artilharia pesada por unidades do Exército. O centro de Varsóvia estava seriamente danificado.

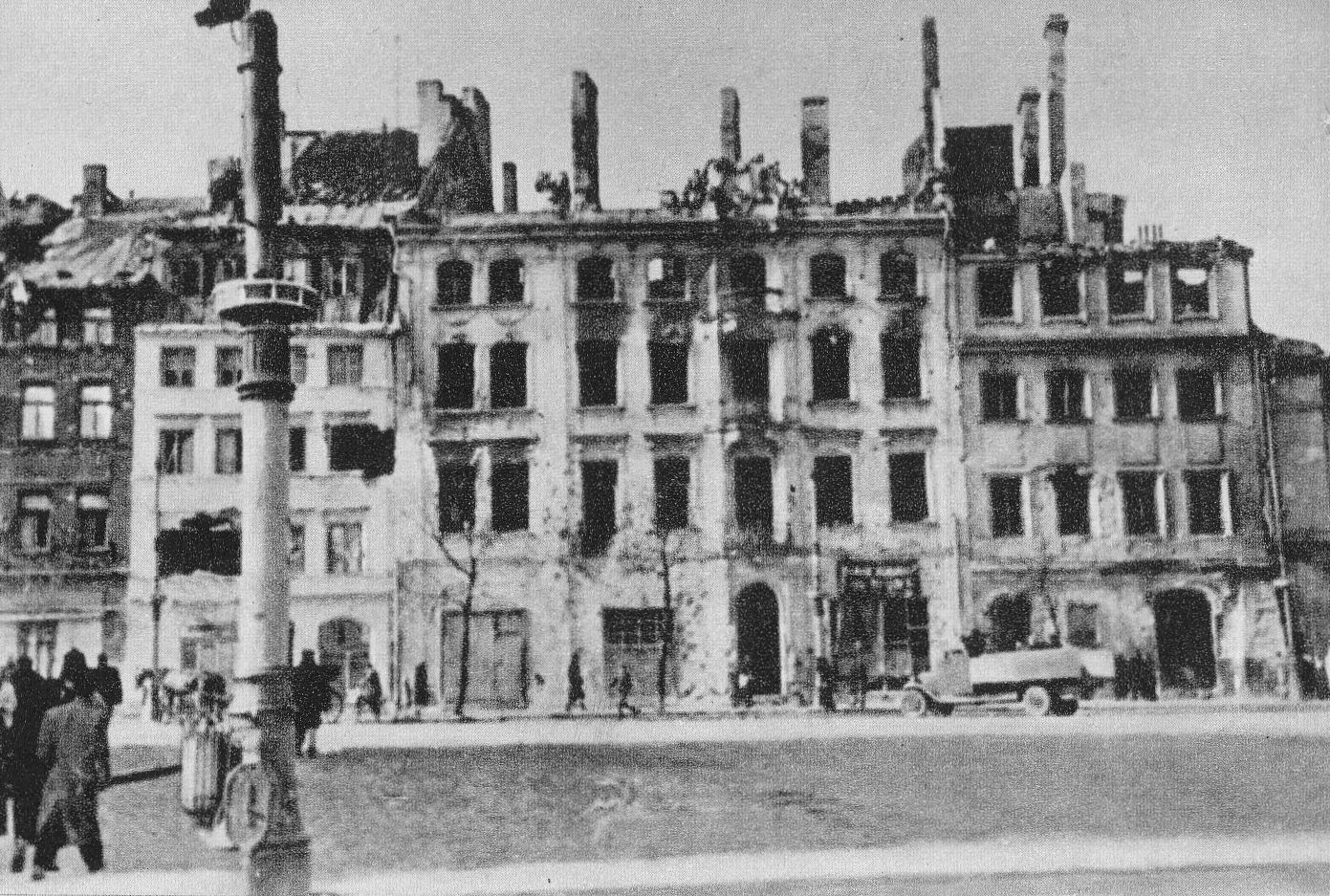
Krakowskie Przedmieście, 1939

Embora comummente retratado como sendo absolutamente decisivo, o ataque aéreo da Black Monday foi um sucesso misto. Pois não causou rendição polaca. Fumaça causada por incêndios e grandes quantidades de poeira obscurecem os alvos e reduzem a precisão. Como resultado, os bombardeiros da Luftwaffe lançaram uma quantidade significativa de suas cargas de bombas em postos de infantaria alemães nos subúrbios da cidade, levando a discussões acirradas entre a Luftwaffe e os comandantes do Exército.
No entanto, em 26 de setembro, três fortes foram capturados, e a guarnição polaca rendeu-se - em 27 de setembro as tropas alemãs entraram na cidade. Estima-se que cerca de 20.000 a 25.000 civis foram mortos,40% dos edifícios da cidade foram danificados e 10% dos edifícios destruídos. No entanto, alguns dos danos foram o resultado do fogo de artilharia terrestre e não apenas causados por bombardeios aéreos - incluindo intensos combates de rua entre a infantaria alemã e as unidades de blindagem e a infantaria e artilharia polacas.

## Galeria

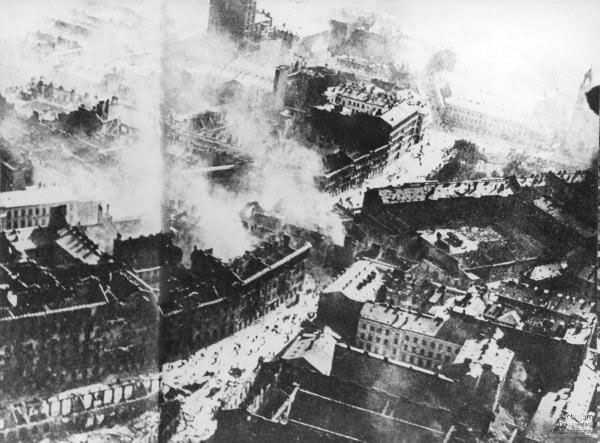
Varsóvia após o bombardeio da Luftwaffe alemã, setembro de 1939
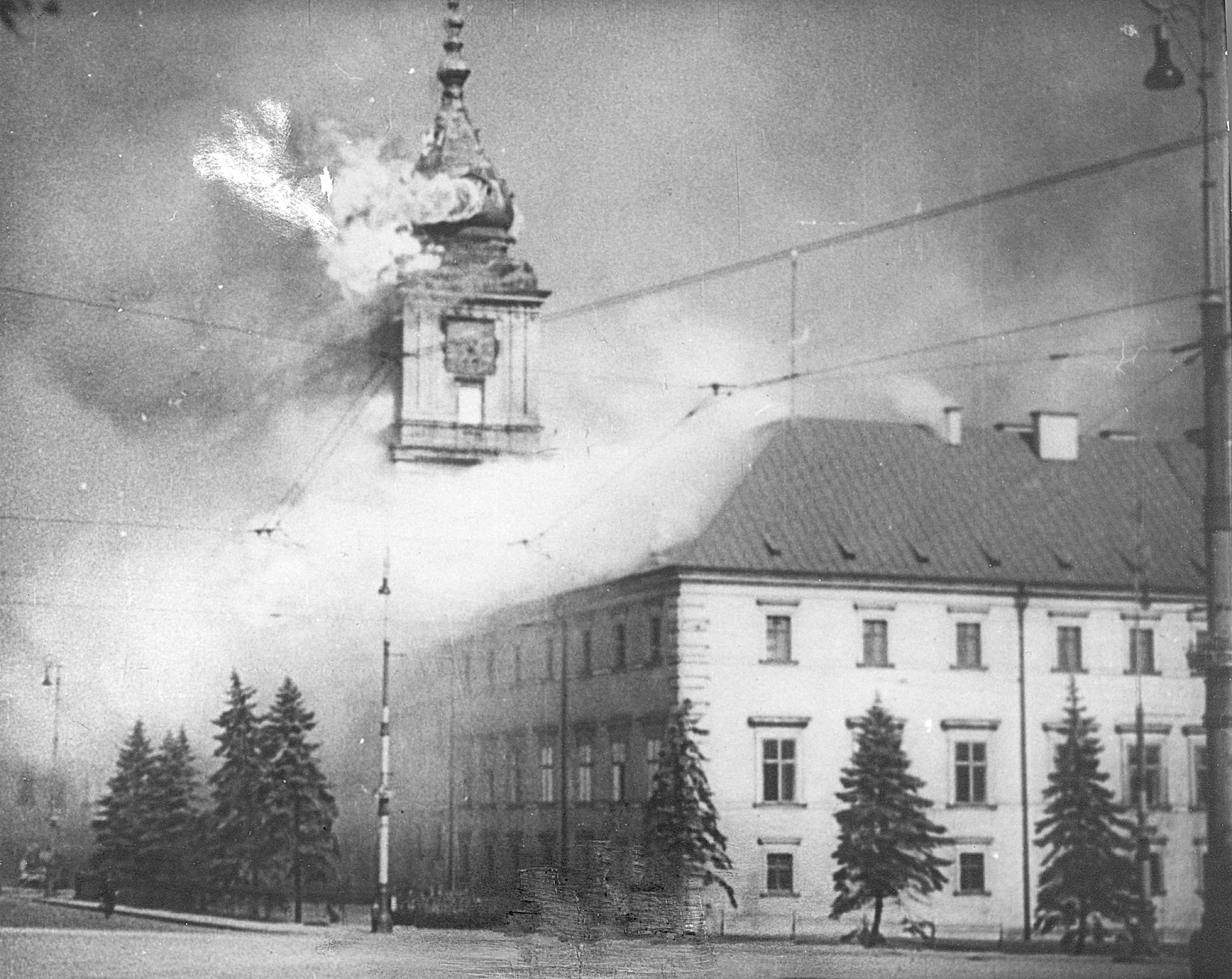
Castelo Real em Varsóvia após o bombardeio alemão da cidade, setembro de 1939
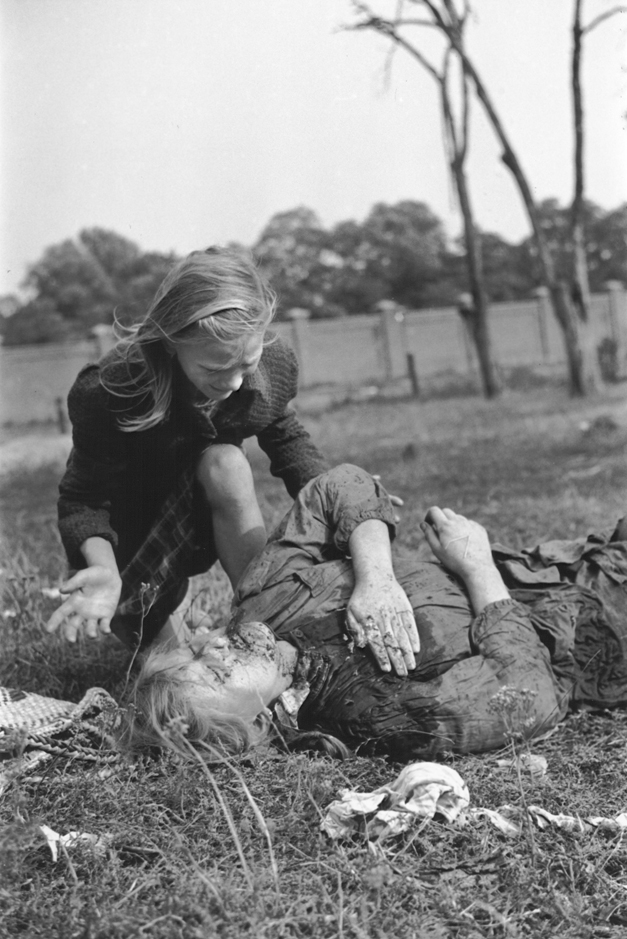
Uma menina polonesa chora sobre o corpo de sua irmã de 14 anos que foi metralhada por bombardeiros de mergulho alemães, em setembro de 1939
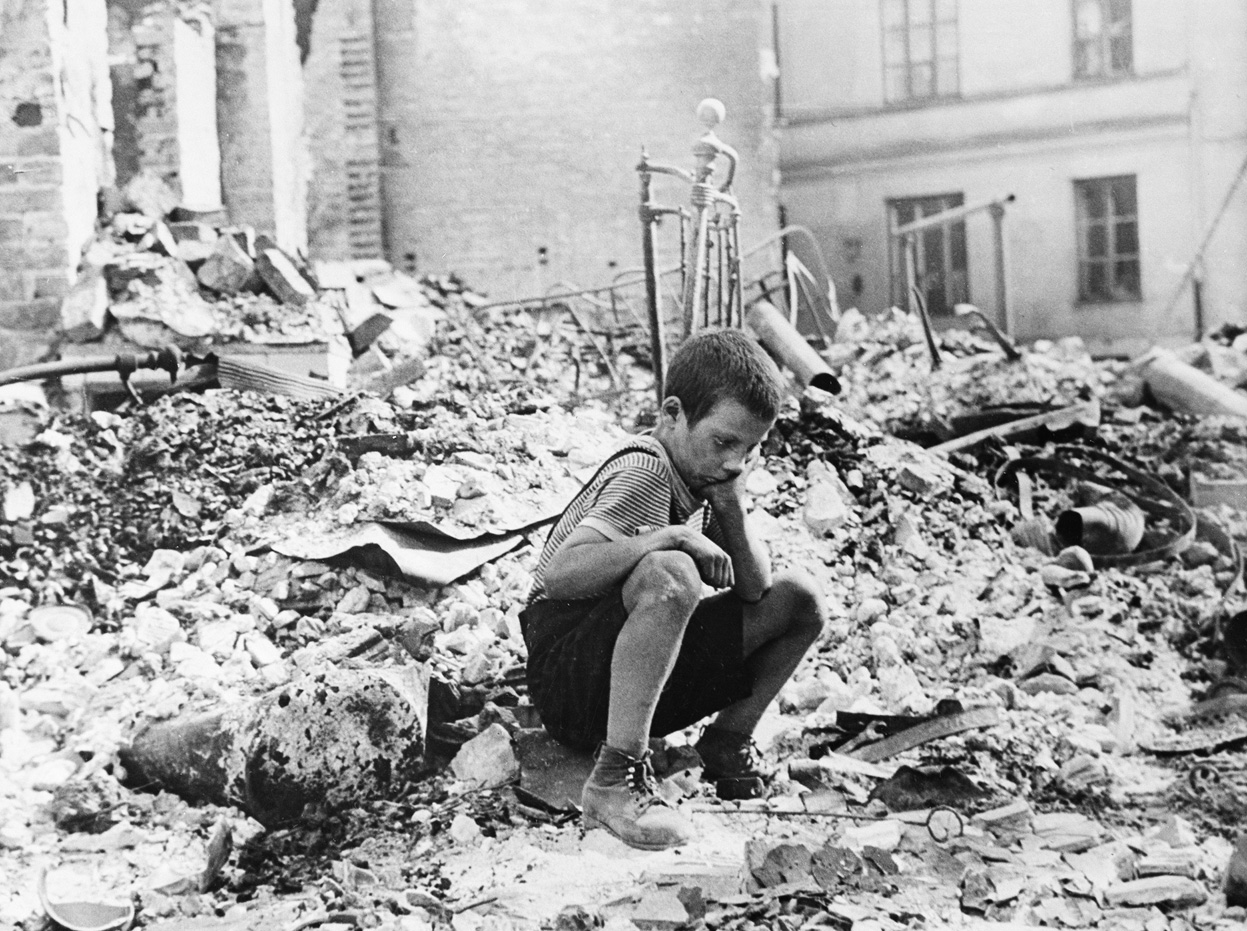
Sobrevivente do bombardeio de Varsóvia, em 1939
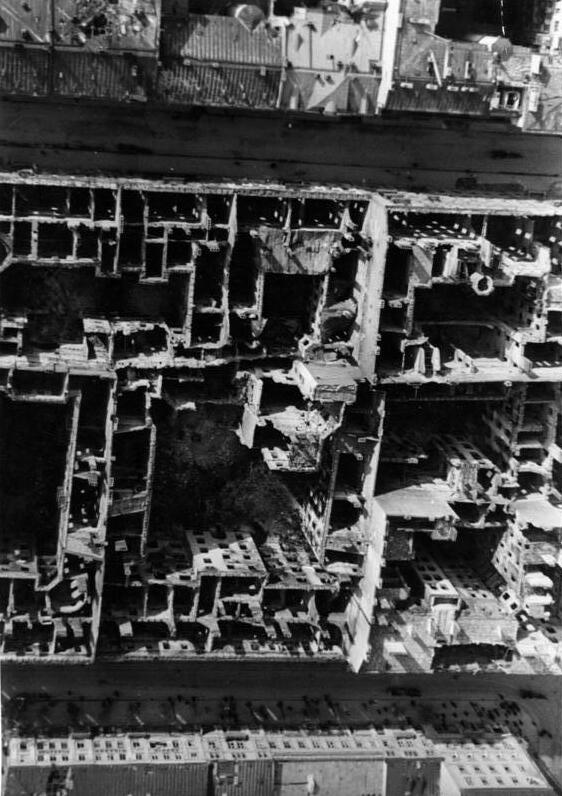
Quarteirões destruídos em Varsóvia após um bombardeio alemão, em setembro de 1939